# آلان فيليب
آلان فيليب (بالفرنسية: Alain Philippe)‏ (1 مارس 1953 سانت بريوك فرنسا - ) هو لاعب كرة قدم فرنسي يلعب كلاعب وسط.

## روابط خارجية
- آلان فيليب على موقع قاعدة بيانات كرة القدم.إي يو (الإنجليزية)